# حزب الفضيلة (مصر)
حزب الفضيلة هو حزب سياسي إسلامي (يوصف بالسلفي) تأسّس عقب ثورة الخامس والعشرين من يناير، وكيل المؤسّسين هو محمود محمد بدر (مهندس معماري حر). ويُعرفه القائمون عليه بأنه «حزب يسعى لنشر قيم العدالة والمساواة وإعادة الصدارة لمصر في مختلف الميادين بما يتفق مع مبادئ الشريعة الإسلامية». وهو أوّل الأحزاب السلفية المصرية تأسيساً. انشقّ منه أعضاء بارزون لتكوين حزب الأصالة. أعلن حزب الفضيلة عدم خوض الانتخابات البرلمانية المقبلة «لضيق الوقت».

## المكتب السياسي
تكوين المكتب السياسي حالياً:
- م\ محمود محمد بدر (مهندس معماري حر)
- د\ محمد عبده الإمام (أستاذ القانون بجامعة الأزهر)
- د\ خالد سعيد
- ممدوح الإمام
- ش\ فرحات رمضان (أحد رموز الدعوة السلفية بمحافظة كفر الشيخ)

## الأهداف
أهداف الحزب المعلنة كالآتي:
1. العمل على إصلاح ودعم مقومات المجتمع الأساسية ومؤسساته المدنية وفقا لأحكام الدستور.
2. استعادة دور مصر القيادي في العالم العربي والإسلامي من خلال مشروع نهضوي رائد.
3. تحقيق مبدأ العدالة والمساواة بين أفراد المجتمع المصري على اختلاف مشاربهم وأطيافهم وضمان توزيع عادل للثروة.
4. ضمان الملاحقة القضائية لكل من ارتكب أو يرتكب جرائم في حق الشعب المصري.
5. رفع المستوى المعيشي للفرد من خلال تشجيع الاستثمار وترسيخ مبدأ التكافل الاجتماعي.
6. ضمان حرية وسائل الإعلام للتعبير عن فئات المجتمع المختلفة مع الحفاظ على ثوابت الأمة وقيمها الأخلاقية.
7. توسيع المشاركة السياسية لجميع فئات الشعب وتطوير الوعي العام وضمان حقوق الإنسان والحريات الأساسية التي يكفلها الدستور.
8. دعم القضية الفلسطينية وحق الشعب الفلسطيني في إقامة دولته المستقلة وعاصمتها القدس الشريف.

## المواقف
من مواقف الحزب:
- دولة مدنية ذات مرجعية دينية
- دستور جديد، تحقيقاً لرغبات الشعب

## الإنشقاقات
تعرض لـ«انشقاق عنيف» في يوليو 2011، حيث أعلن اللواء\ عادل عبد المقصود (رئيس الحزب آنذاك) وعددٌ من أعضاء المكتب السياسي عن انسحابهم وقطع علاقتهم بالحزب نهائياً، بسبب «وجود مؤامرة لتغيير مبادئ الحزب التى تقوم على الالتزام بالشرعية، وسيادة القانون والمنهج الإسلامى السلفى المعتدل، وتحويل مبادئه إلى أفكار متشددة تضر بالصالح العام والعمل الإسلامى». وقرّر عادل عبد المقصود تأسيس حزب الأصالة، موضحاً أنّ عدداً من أبرز الدعاة السلفيين يدعمون الحزب الجديد كما يسحبون دعمهم لحزب الفضيلة، وهم د\ محمد عبد المقصود وش\ محمد حسان ود\ محمد عبد السلام وش\ مصطفى محمد وش\ ممدوح جابر. وكان عدداً من النشطاء السلفيين قد أصدروا مبادرة طالبوا فيها بانتداب لجنة من علماء الهيئة الشرعية للإصلاح للفصل في النزاع، إلا أن المبادرة لم يكتب لها النجاح.

## دعوي ضد أحزاب إسلامية
حزب الفضيلة هو أحد الأحزاب الإسلامية الأحد عشر التي استهدفتها دعوى قضائية في نوفمبر 2014، عندما سعت منظمة تسمى الجبهة الشعبية لمناهضة الإخوان في مصر إلى حل جميع الأحزاب السياسية التي تم تأسيسها «على أساس ديني». ومع ذلك، قضت محكمة الأمور المستعجلة بالإسكندرية في 26 نوفمبر 2014 بعدم اختصاصها.